# Charles Vincent Guirail
Charles Vincent Guirail est un homme politique français né en 1754 à Oloron-Sainte-Marie (Pyrénées-Atlantiques) et mort dans la même ville le 24 septembre 1833.

## Biographie
Administrateur du département, il est élu député des Basses-Pyrénées au Conseil des Cinq-Cents le 26 germinal an VII. Rallié au coup d'État du 18 Brumaire, il siège au corps législatif jusqu'en 1805.
Guirail est ensuite président du tribunal civil de l'arrondissement d'Oloron-Sainte-Marie. À sa mort, il est titulaire de la Légion d'honneur.